# اسیپ ماندلشتام
اُسیپ اِمیلیِویچ ماندِلْشتام (به روسی: О́сип Эми́льевич Мандельшта́м) ‏ (زاده ۱۴ ژانویه ۱۸۹۱ – درگذشته ۲۷ دسامبر ۱۹۳۸) شاعر و نویسنده روس بود.

## زندگی
اوسیپ ماندلشتام نخستین فرزند امیل ماندلشتام و فلورا وربلوسکایا بود.
وی در سال ۱۹۰۶ و در سن ۱۵ سالگی شروع به سرودن نخستین اشعار خود کرد و در ژانویه ۱۹۰۷ نخستین شعرش را در مجله دبیرستان چاپ نمود.
افکار انقلابی که از همین زمان در وی شدت گرفته بود اسباب نگرانی والدینش را فراهم کرد تا او را برای ادامه تحصیل به دانشگاه سوربن در پاریس بفرستند. هرچند که او بیش از یک سال در پاریس نماند و در سپتامبر ۱۹۰۸ به پترزبورگ بازگشت. آشنایی وی با اشعار شاعران فرانسوی همچون فرانسوا رولاند و ورلن و بورلاند از همین سالهاست. وی در سال ۱۹۱۰ دو نیمسال تحصیلی را در هایدلبرگ به آموختن ادبیات کهن فرانسوی گذراند و در سال ۱۹۱۱ در دانشگاه ایالتی سن پترزبورگ در رشته زبان‌شناسی رومانیایی مشغول به تحصیل گردید که البته هیچگاه فارغ‌التحصیل نشد.
وی که از ۱۹۰۹ چاپ اشعار خود در نشریات را با چاپ شعری در نشریه آپولون شروع کرده بود، در این سال‌ها نیز اشعارش را در مجلات مختلف روسی به چاپ می‌رساند. در همین سال وی با آنا آخماتوا آشنا شد که در زندگی ادبی او برای همیشه حضور و تأثیر داشت. او و ماندلشتام به همراه نیکولای گومیلیف سه تن یارانی بودند که تمام عمر در کنار یکدیگر ماندند.
در ۱۹۱۳ وی مجموعه شعری به نام «سنگ» به چاپ رساند که در عرض دو سال مجدداً تجدید چاپ شد.
با اعلام جنگ روسیه به آلمان در ۱۹۱۴ وی نیز به زادگاهش ورشو رفت و مدتی به‌عنوان پزشکیار مشغول به کار شد. تا سال ۱۹۲۰ وی شعرهای متعددی با مضامین مختلف سرود و در این سال با گروهی از کمونیستهای مخفی شده ارتباط برقرار کرد که به دو نوبت دستگیری او (یک بار در فئودوسیا و بار دیگر در باتوم) منجر شد. در پانزدهم اکتبر ۱۹۲۱ وی به عضویت اتحادیه نویسندگان روس در گرجستان درآمده و تبدیل به یکی از اعضای فعال آن گردید. یک سال بعد و در اوایل مارس ۱۹۲۲ او با دختری به نام کولونا خازنا که از دو سال قبل دوست وی بود ازدواج کرد و در همین سال دو مجموعه شعر طبیعت واژه‌ها و تریستان را منتشر کرد. در ۱۹۲۴ وی در مجلس ترحیم لنین با بوریس پاسترناک آشنا شد که این دوستی تا مدتها ادامه یافت و بر او و آثارش تأثیر نهاد. در این سالها وی در ترجمه و معرفی آثار برخی نویسندگان بزرگ دنیا همچون ویکتور هوگو و والتر اسکات و… فعال بود و همچنین با نشریاتی همچون ایزوستیا و مجله آموزش کمونیستی همکاری داشت.
با اینکه در ششم مه ۱۹۳۴ وی پس از درگیری با آلکسی تولستوی و سیلی زدن به وی دستگیر شد، اما علت اصلی دستگیری‌اش سرودن شعری درباره استالین بود که در آن به استالین توهین کرده بود و چند روز بعد به جرم همکاری با ضد-کمونیست‌ها به زندان لوبیانکا افتاد که در آنجا با زدن رگ دست خویش اقدام به خودکشی ناموفق کرد. وی پس از بازجویی و محاکمه و در پی پیگیری‌های همسرش نادژدا و برخی دوستان نویسنده‌اش همچون پاسترناک، دستوری از طرف استالین با این مضمون صادر شد که «منزوی، ولی سالم نگهش دارید». سپس حکم او که در ابتدا احتمالا کار اجباری در یکی از اردوگاه‌های گولاک بود، تخفیف پیدا کرد و برای سه سال به چردین تبعید گردید که نهایتاً پس گذراندن مدت اندکی از چردین به همراه همسرش، باز هم تخفیف یافت و محل تبعید او به انتخاب خودش به وورونژ تغییر یافت.

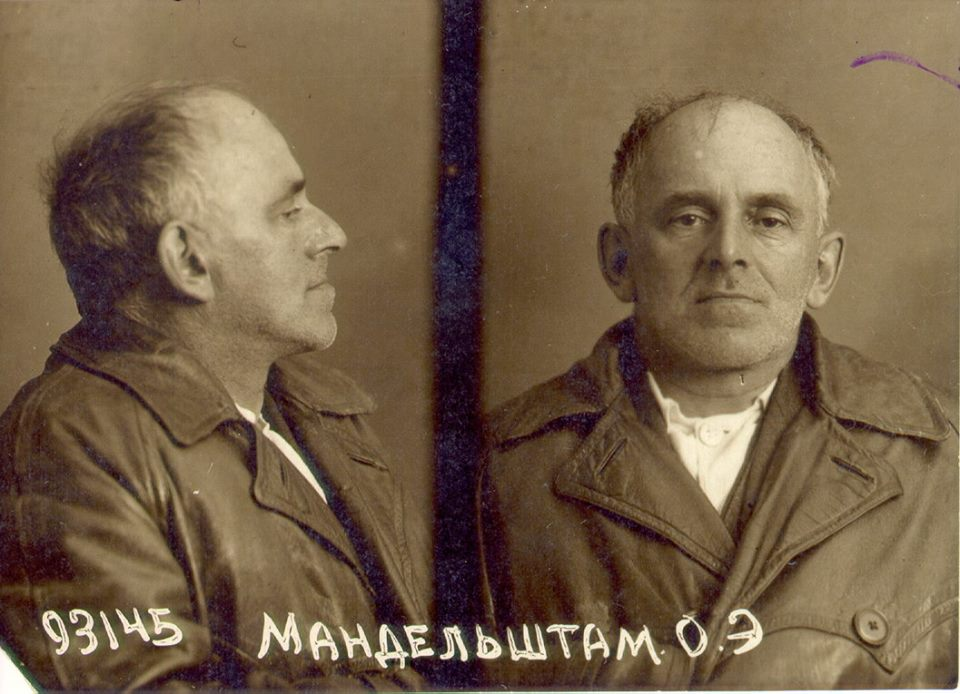
اسیپ ماندلشتام (۱۹۳۸)

علیرغم ابتلا به بیماری روانی شدید، وی کار سرودن اشعار و ترجمه آثار ادبی نویسندگان برجسته جهان را ادامه داد. هرچند که فقر مالی و وضعیت نامساعد جسمی و روانی او را در تبعیدگاه وورونژ بسیار آزار می‌داد. در سال ۱۹۳۷ وی علی‌رغم مخالفت مقامات روس سفرهایی به مسکو و لنینگراد کرده و ضمن شرکت در مجامع ادبی مختلف برای رفع مشکلات مالی و بیماری‌های خود تلاش کرد که البته چندان موفق نبود.
از ژانویه ۱۹۳۸ اتحادیه نویسندگان پرداخت مقرری را برای او تصویب کرد اما ماندلشتام به دلیل شدت گرفتن بیماری افسردگی نیاز به کمک مالی بیش‌تری داشت. در دوم ماه مه همین سال پلیس امنیتی در ساماتیخا باز هم ماندلشتام را دستگیر کرد و کمیسیون ویژه امنیتی او را به جرم فعالیت‌های ضدانقلابی به پنج سال زندان تأدیبی با اعمال شاقه محکوم کرد و وی در دوازدهم اکتبر به اردوگاه فرعی گولاگ به نام «وتورایا ریچکا» انتقال یافت. هرچند اقامت وی در این اردوگاه چندان به طول نینجامید و سرانجام در ۲۷ دسامبر ۱۹۳۸ بر اثر بیماری عروق و ایست قلبی در همین زندان از دنیا رفت. او چندین سال پیش از این، به طعنه گفته بود: «تنها در روسیه است که شعر [در عین اینکه] گرامی داشته می‌شود، شاعران را به کشتن می‌دهد. جای دیگری را سراغ دارید که در آن شعر انگیزه‌ای رایج برای قتل باشد؟»

## آثار
- سنگ (۱۹۱۳)
- طبیعت واژه‌ها (۱۹۲۲)
- تریستان (۱۹۲۲)
- غوغای زمان (۱۹۲۵)
- دفترهای مسکو (۱۹۳۰–۱۹۳۴)
- سفر به آمریکا (۱۹۳۳)
- گفتگویی دربارهٔ دانته (۱۹۳۳)